# Бардышев, Владимир Фёдорович
Бардышев Владимир Фёдорович (1936—2003) — бригадир горнорабочих очистного забоя шахты «Новокузнецкая» ПО «Южкузбассуголь», Герой Социалистического Труда.

## Биография
Родился в 1936 году. Образование неполное среднее. Трудовую деятельность начал в 1953 году. С 1953 года работал на шахте «Новокузнецкая» производственного объединения «Южкузбассуголь» горнорабочим очистного забоя. Руководил комплексной очистной бригадой, создал коллектив, который в 1968 году выступил инициатором социалистического соревнования за увеличение нагрузки на механизированные комплексы до 250—300 тысяч тонн угля в год.
Уже за 1970 году коллектив бригады первым в Кузбассе добыл 502 тысячи тонн угля, в том числе 84 тысячи тонн сверх плана. Коллектив, возглавляемый В. Ф. Бардышевым, поддержал почин добыть 1 млн тонн угля на комплекс без капитального ремонта. В 1972 году этот рубеж был перекрыт на 214,6 тысяч тонн. Получив в 1977 году новый комплекс ОКП-70, Бардышев выступил с инициативой — в течение трёх лет добыть этим комплексом 1,5 млн тонн угля без капитального ремонта.
Награды: два ордена Ленина, орден Трудового Красного Знамени. Удостоен знаков «Шахтёрская слава», звания «Мастер-механизатор», «Заслуженный шахтёр РСФСР» (1980), звания «Лауреат премии Кузбасса».
Умер 24 августа 2003 году.